# Filó de Tars (diaca)
Filó de Tars (en llatí Philon, en grec antic Φίλων) fou un diaca grec.
Va ser company d'Ignasi d'Antioquia, i va fer el viatge amb ell des de l'Orient fins a Roma l'any 107. Ignasi l'esmenta dues vegades a les seves epístoles (epistolae). se suposa que hauria escrit el Martyrium Ignatii juntament amb Rheus Agatopus, on es descriu la condemna d'Ignasi per l'emperador Trajà i la seva mort devorat per les feres del circ.